# سیارک ۵۳۹۱۰
سیارک ۵۳۹۱۰ (به انگلیسی: 53910 Janfischer، نامگذاری:2000GF4) پنجاه و سه هزار و نهصد و دهمین سیارک کشف شده‌است که در ۶ آوریل ۲۰۰۰ کشف شد.